# Sea Gem
De Sea Gem was een hefplatform van GEM. Het ontdekte het West Sole-veld, het eerste aardgasveld op de Noordzee. Op 27 december 1965 kapseisde het, waarbij 3 man om het leven kwamen.
De Sea Gem was oorspronkelijk gebouwd als vrachtponton in Orange, Texas voor de Amerikaanse marine. Nadat deze het verkocht had, werkte het onder meer in de Perzische Golf bij Das-eiland aan de ontwikkeling van het Umm Shaif-veld. Daarna werd het in Frankrijk gebruikt voor onder meer de constructie van havenwerken.
GEM, een joint-venture tussen Herset en DeLong, lieten het ponton daarna in Le Havre in tweeën delen om er twee hefeilanden van te maken, de GEM III en de GEM 123. Deze kregen hierbij tien palen met het DeLong-patent.
In 1965 charterde George Wimpey de GEM 123 als Sea Gem om deze voor BP te laten boren in blok 48/6 op het Britse continentale plat. Het boren van put 48/6-1 begon op 17 september 1965 en in december bleek dat het commerciële hoeveelheden gas bevatte. De Sea Gem ontdekte zo het West Sole-veld, het eerste gasveld van de Noordzee.
Op 27 december 1965 had het de put voltooid en maakte het zich gereed om naar de volgende locatie te verplaatsen. Twee van de poten begaven het daarbij, waarna de Sea Gem kapseisde en 13 man om het leven kwamen.
Het vrachtschip Baltrover was hiervan getuige en kon zo een reddingsoperatie in gang zetten voor de overige 19 bemanningsleden. Het onderzoek daarna werd geleid door J.R. Adams en in 1967 werd de Adams Inquiry gepubliceerd. Het zou echter nog jaren duren voordat de aanbevelingen waren opgenomen in wetgeving.
Put 48/6-1 werd beschadigd tijdens de ramp en daarmee onbruikbaar.